# Paracarotomus cephalotes
Paracarotomus cephalotes är en stekelart som beskrevs av William Harris Ashmead 1894. Paracarotomus cephalotes ingår i släktet Paracarotomus och familjen puppglanssteklar. Inga underarter finns listade i Catalogue of Life.